# Preußische G 8.1
Die Dampflokomotivtype Preußische G 8.1 war eine von Robert Garbe durchgeführte Weiterentwicklung der G 8 und wurde zunächst als „Verstärkte Normalbauart“ bezeichnet. Sie hatte einen größeren Kessel, und das daraus folgende höhere Gewicht war beabsichtigt, um durch das höhere Reibungsgewicht die Zugkraft ebenso zu erhöhen. Durch den hohen Achsdruck konnte die G 8.1 allerdings nur auf Hauptbahnstrecken eingesetzt werden. Als Einsatzgebiet kam zum schweren Güterverkehr später der schwere Rangierdienst hinzu.

## Geschichte
Die G 8.1 war die am häufigsten gebaute Länderbahnlokomotive und nach der 20 Jahre später gebauten DR-Baureihe 52 die zweithäufigstgebaute Lokomotivtype in Deutschland.
Für die Preußischen Staatseisenbahnen und zuletzt für die Deutsche Reichsbahn wurden allein 4.958 Exemplare hergestellt. 137 erhielt die Reichseisenbahnen in Elsaß-Lothringen (siehe Elsaß-Lothringische G 8.1), zehn die Großherzoglich Mecklenburgische Friedrich-Franz-Eisenbahn, 50 die deutschen Heeresbahnen im Ersten Weltkrieg, sechs oder zehn der Hüttenkonzern Gewerkschaft Deutscher Kaiser. 185 Stück wurden ins Ausland verkauft, z. B. nach Polen und Rumänien.
Schweden erhielt die 1916 bestellten 20 Loks erst im Jahre 1918. Sie wurden als G.1408 – G.1427 von Linke-Hofmann mit den Fabriknummern 1609–1628 geliefert und in Schweden ab 1919 als Ga bezeichnet. Nach mehreren Umbauten wurden dort die letzten Exemplare 1973 ausgemustert.
Die litauische Staatsbahn Lietuvos geležinkeliai (LG) übernahm 1920 insgesamt 22 G 8.1 und reihte sie als Baureihe P8 ein. 1932 erhielt die LG als Nachlieferung von Škoda vier weitere, geringfügig modifizierte Lokomotiven dieser Bauart.
Infolge des Waffenstillstands am Ende des Ersten Weltkriegs gelangten 459 Maschinen zu den PKP sowie weitere drei an die Freie Stadt Danzig und wurden dort als Reihe Tp4 geführt. Insgesamt wurde 1868 Lokomotiven aufgrund des Versailler Vertrages an ausländische Bahnen abgegeben.
Die Reichsbahn übernahm 1925 3121 preußische Loks als Baureihe 55.25–56 mit den Betriebsnummern 55 2501–5622 (ohne 55 3367), die zwölf mecklenburgischen Lokomotiven (zwei davon hatte die Bahn 1920 von der Preußischen Staatsbahn gekauft) wurden als Baureihe 55.58 mit den Nummern 55 5801–5810 und 55 5851–5852 eingeordnet. Unter den preußischen Lokomotiven waren dabei zehn G 8.1 der Reichseisenbahnen in Elsaß-Lothringen. 1935 kamen weitere 43 Lokomotiven aus dem Saarland als 55 5623–5665 in den Bestand der Reichsbahn, die letzte davon stammte ursprünglich von den Reichseisenbahnen in Elsaß-Lothringen. Im Zweiten Weltkrieg wurden zahlreiche Lokomotiven aus Polen und Litauen als Zweitbesetzungen in die Baureihe 55 eingereiht. Aus Belgien übernommene Maschinen erhielten die Nummern 55 5666–5699. Nach 1945 ordnete die Deutsche Reichsbahn eine weitere Lok aus Polen als 55 5898 und mehrere aus Belgien und Frankreich als 55 7251–7260 und 55 8170 ein.
In den Jahren 1934 bis 1941 wurden insgesamt 691 G 8.1 mit einer vorderen Laufachse ausgerüstet, um die Höchstgeschwindigkeit zu steigern und die durchschnittliche Achslast zu vermindern. Die umgebauten Lokomotiven wurden in die Baureihe 56.2–8 umgezeichnet. Neben den Kriegslokomotiven der Baureihen 42 und 52 kam auch die G 8.1 in großer Zahl im Militärverkehr in ganz Europa einschließlich der Ostfront zum Einsatz.

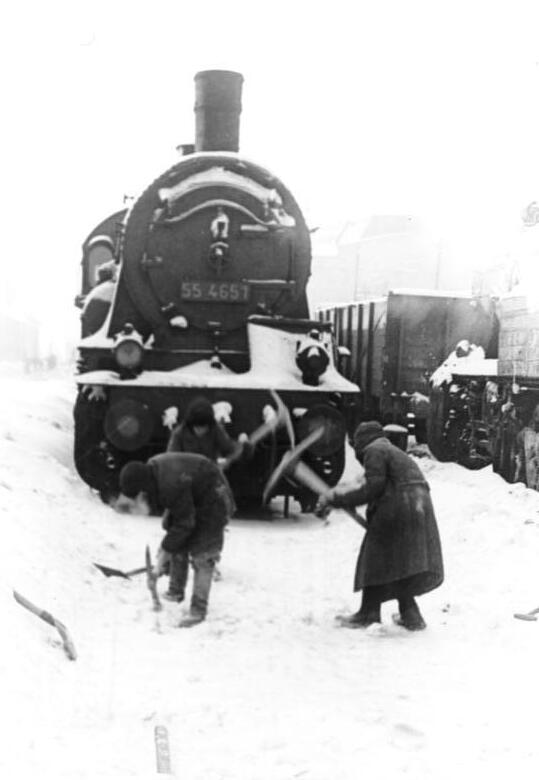
Lok 55 4651 im Kriegseinsatz 1942 in Orscha (Weißrussische SSR)

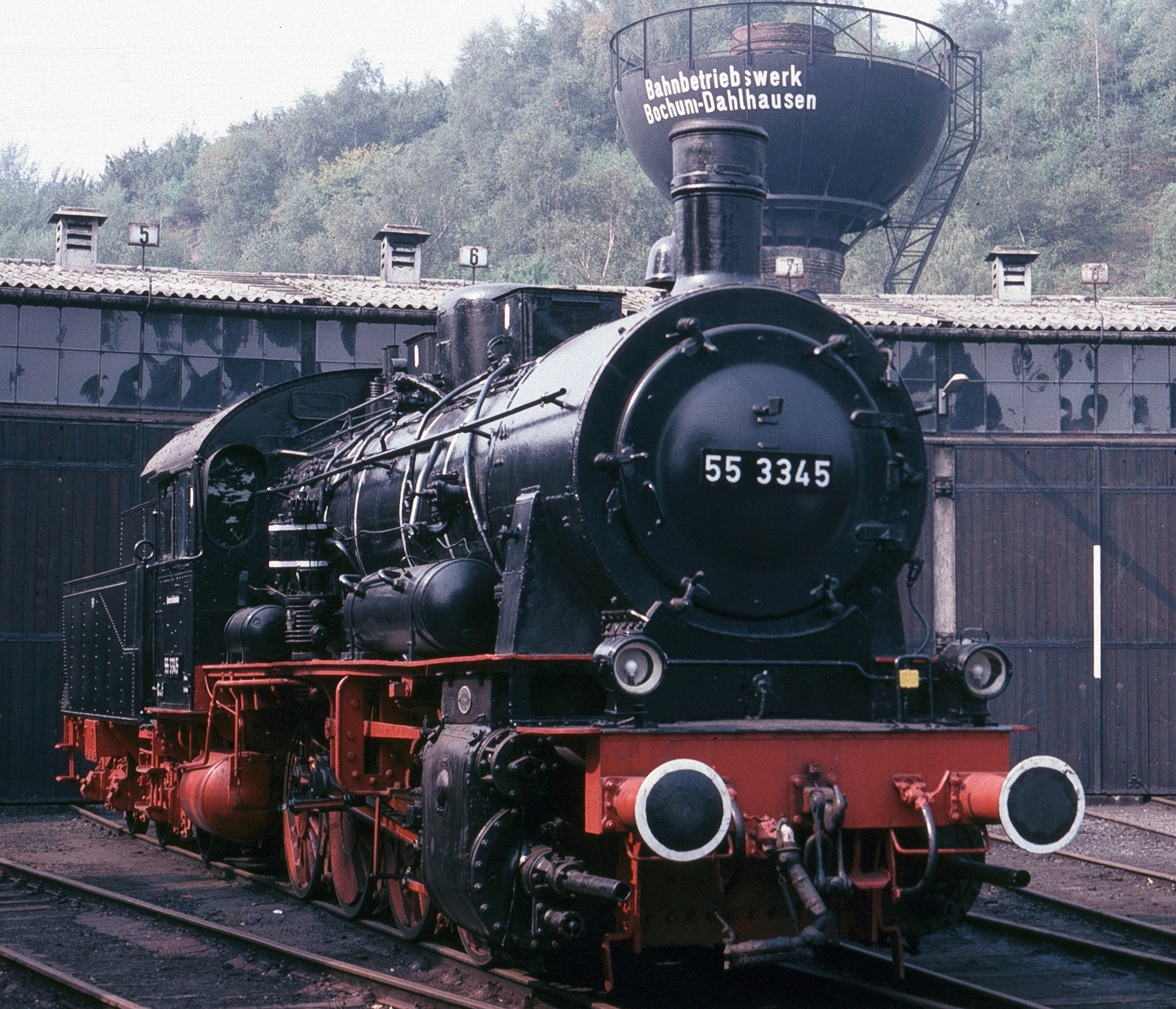
55 3345 im Eisenbahnmuseum Bochum Dahlhausen

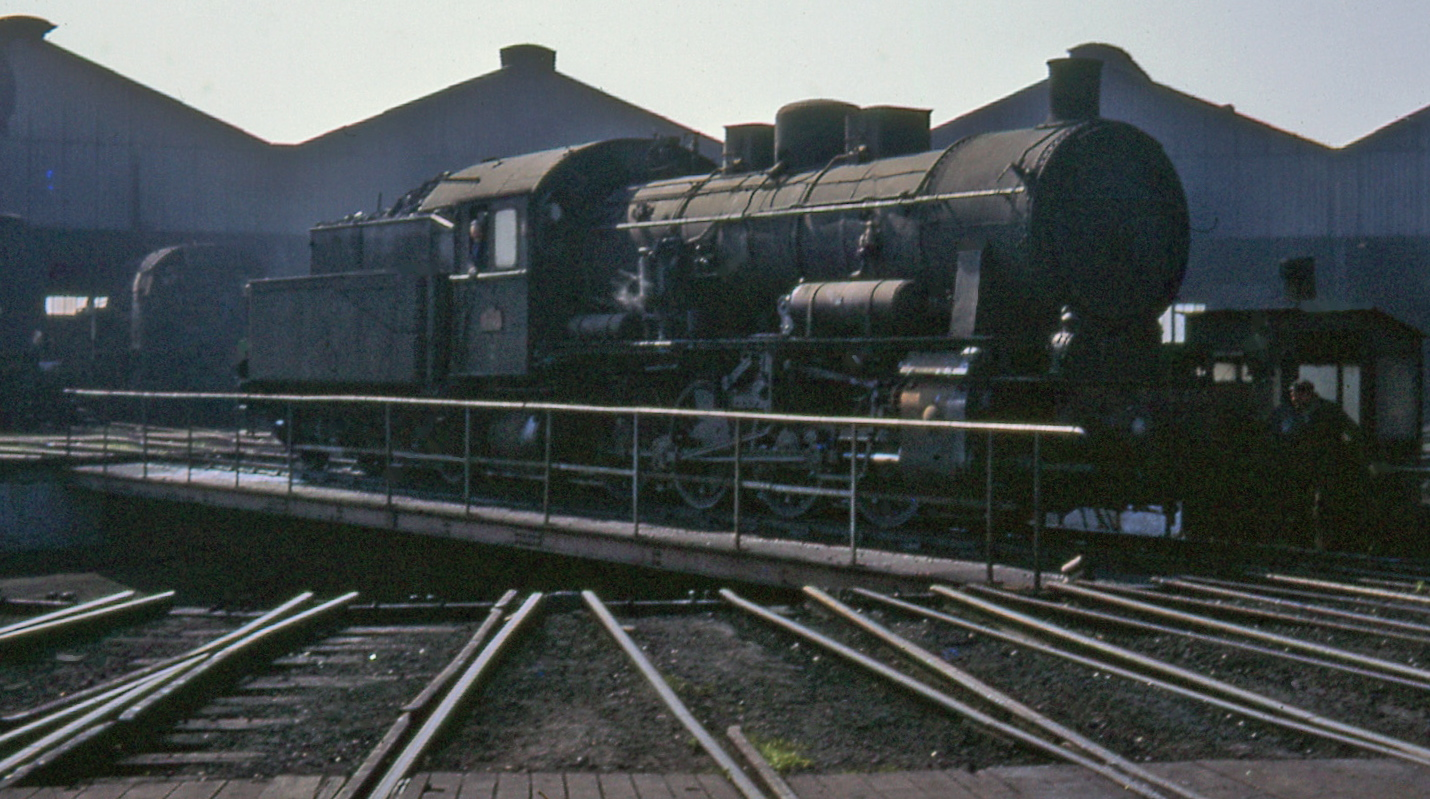
SNCF 040D, Calais 1968

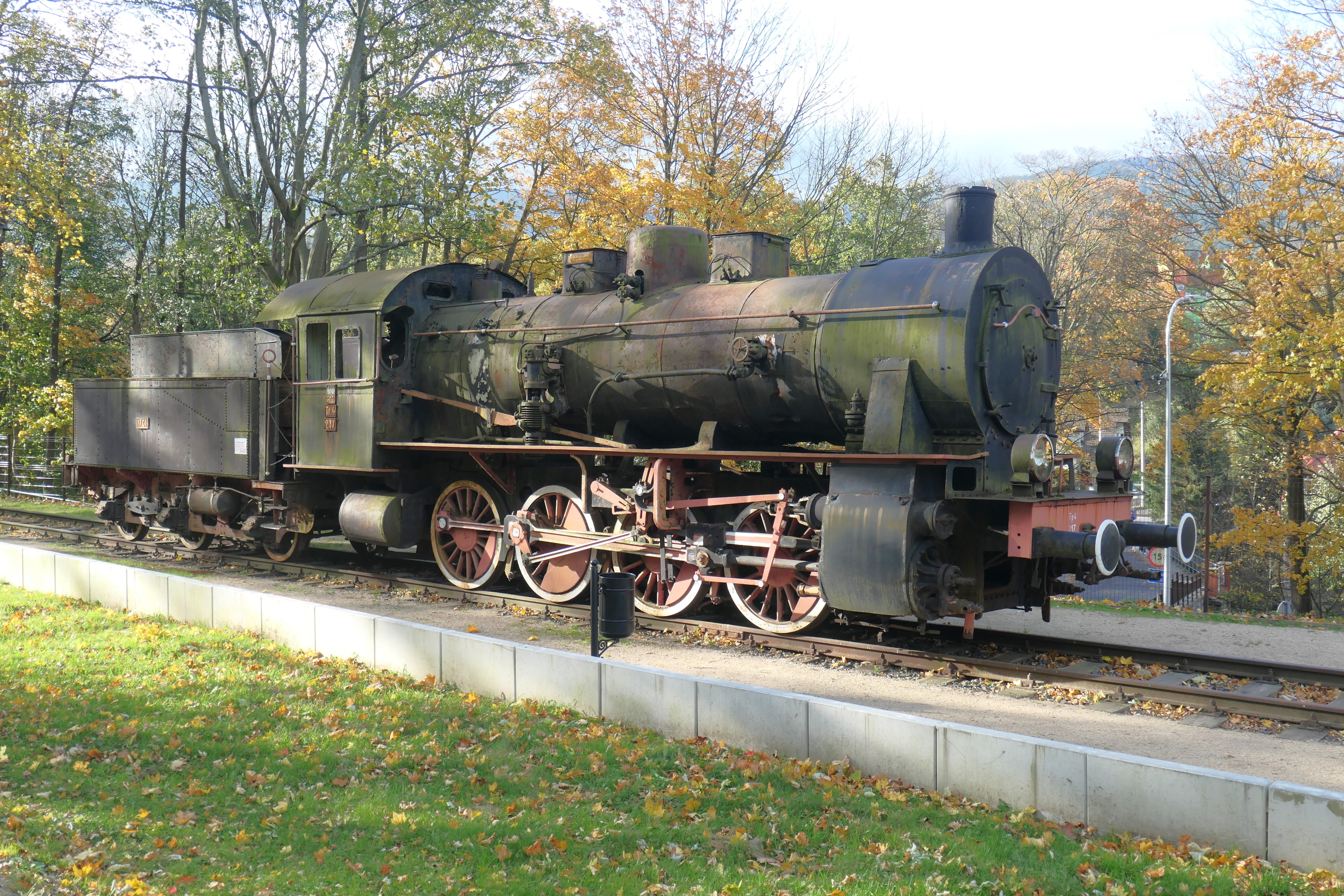
Die erhaltene Tp4-217, eine ehemalige G 8.1, 2024 in Świeradów-Zdrój

Mehr als 1000 Fahrzeuge gab es noch nach Ende des Zweiten Weltkrieges. 1968 hatte die Deutsche Reichsbahn noch 150 Fahrzeuge und die Deutsche Bundesbahn 50, die sie ab 1968 als Baureihe 055 bezeichnete. Die letzte G 8.1 der Deutschen Bundesbahn, die 055 538-3, wurde am 21. Dezember 1972 aus dem Dienst genommen. Aufgrund der geringen Geschwindigkeit wurden die Lokomotiven nach 1945 kaum noch auf Hauptbahnen, sondern überwiegend im Rangierdienst und auf Kurzstrecken eingesetzt. Dort waren sie wegen ihrer Leistungsfähigkeit aber lange Zeit unverzichtbar.
Die Fahrzeuge waren mit Schlepptendern der Bauarten pr 3 T 16,5, pr 3 T 20 oder pr 2’2’ T 21,5 ausgestattet.
Erhalten geblieben sind in Deutschland die 55 3345 (ursprünglich Cassel 5159, Henschel 1915) im Eisenbahnmuseum Bochum sowie die 55 3528 (ursprünglich Münster 5256, Hanomag 1915, Fabriknr. 7587) im Technik-Museum Speyer. Im polnischen Bahnhof Świeradów-Zdrój steht die ehemalige 55 4765, die bei den PKP die Betriebsnummer Tp 4-217 trug.

## Verbleib im Ausland
In Polen wurden von den Polskie Koleje Państwowe (PKP) nach dem Zweiten Weltkrieg 66 Lokomotiven übernommen, die die Baureihenbezeichnung Tp4 erhielten. Bis 1983 waren die Lokomotiven im Dienst, zum Teil bei anderen Gesellschaften des Landes. Es sind drei Lokomotiven erhalten; die TP4-148, die in Czeremcha als Denkmal aufgestellt wurde, die Tp4-217, die seit 2019 am Bahnhof Świeradów-Zdrój steht und die Tp4-259 im Freilichtmuseum für Schienenfahrzeuge in Chabówka.
Belgien bekam 1920 als Schadensersatz nach dem Ersten Weltkrieg 583 Lokomotiven. Sieben Exemplare wurden als Ersatzteilspender benutzt, die weiteren Loks bekamen die Dienstnummern 8100 bis 8675. Beim Anfang des Zweiten Weltkrieges waren alle 576 Loks noch im Einsatz. Nach dem Ende des Kriegen galten 92 Lokomotiven als verschollen. Zwei Exemplare waren wegen Kriegsschäden nicht mehr einsatzfähig. Im neuen Nummernsystem bekamen die Lokomotiven 1946 die Nummern 81.001 bis 81.582. Lücken in der Nummerierungsfolge durch verloren gegangene Lokomotiven wurden dabei nicht aufgefüllt. Offiziell wurden die letzte Lokomotiven 1962 zur Seite gestellt, obwohl sie bis mindestens 1965 im Einsatz waren, vor allem für Verschubleistungen und zur Beförderung von Kohlenzügen zwischen den Zechen und den Binnenhäfen im Limburger Revier. 1967 erfolgte die definitive Ausmusterung. Alle belgischen Lokomotiven wurden verschrottet.
In Luxemburg waren bereits vor 1940 G 8.1 der Réseau ferroviaire d’Alsace-Lorraine (AL) und der Société Nationale des Chemins de fer Belges (SNCB) im Einsatz, nach 1945 wurden der Société Nationale des Chemins de Fer Luxembourgeois (CFL) fünf Lokomotiven der AL und sieben der Compagnie des chemins de fer de l’Est zugesprochen. Die Lokomotiven wurden als Reihe 46 mit den Nummern 4601 bis 4603, 4611 und 4612 sowie 4621 bis 4627 (Est) in den Bestand übernommen und zum großen Teil bis 1950 an die Société Nationale des Chemins de fer Français (SNCF) zurückgegeben. Die beiden aus den Westzonen bzw. von der DB übernommenen AL-Lokomotiven 4601 und 4602 wurden bis 1956 und 1958 in Bettemburg im Verschiebedienst eingesetzt.